# 哈拉西斯平原

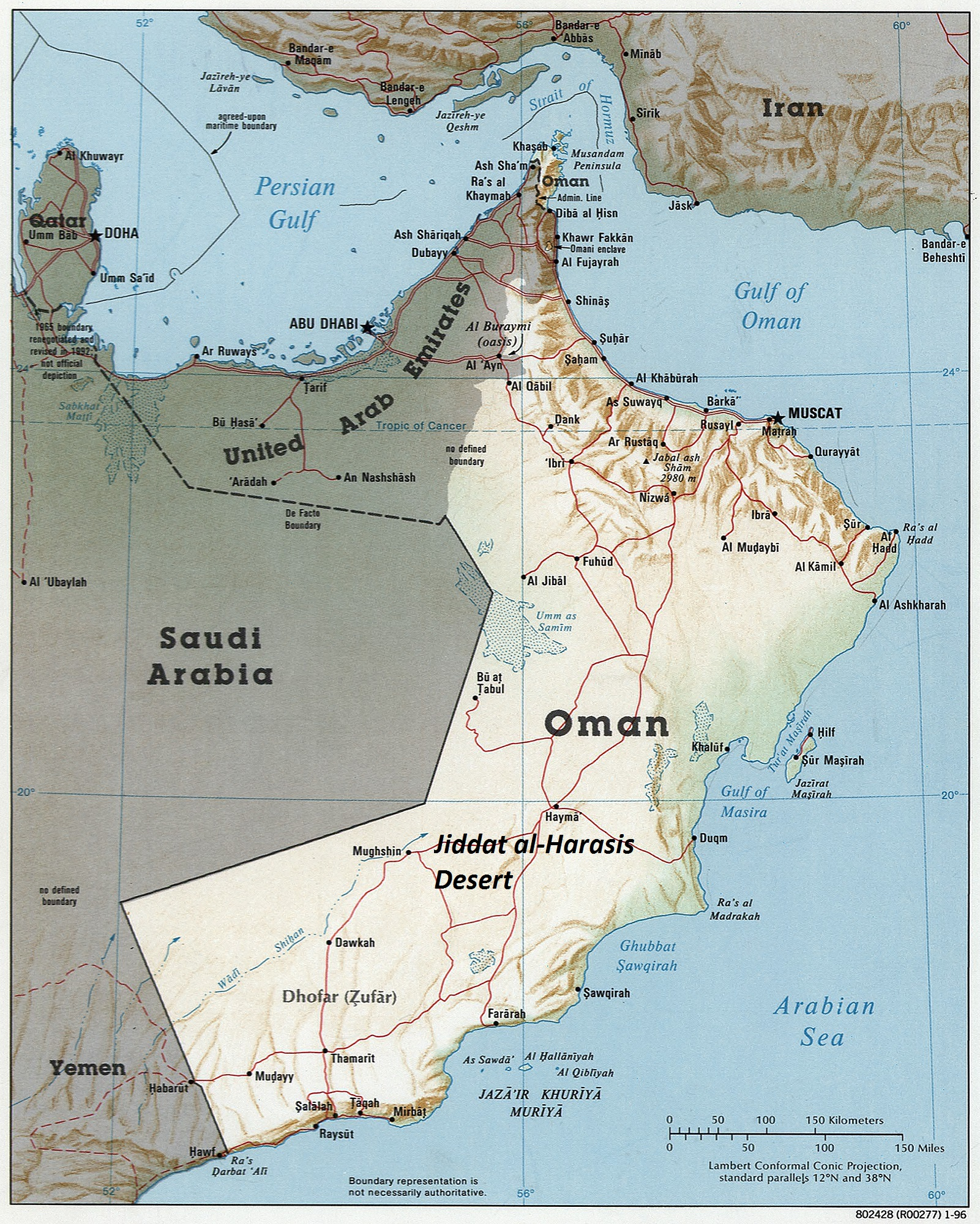
哈拉西斯平原的位置

哈拉西斯平原或哈拉西斯台地（阿拉伯语：‎，羅馬化：Jiddat al-Ḥarāsīs；得名于哈拉西斯部落）位于阿曼中部，将阿曼北部地区的平原、台地、山地和南部佐法尔省的高原、山地分隔开来。哈拉西斯台地以石漠为主，是阿拉伯大羚羊和阿拉伯瞪羚的重要栖息地。